# Wa-18
Wa-18 — тральщик Імперського флоту Японії, який взяв участь у Другій світовій війні.
Корабель, який належав до допоміжних тральщиків типу Wa-1, спорудили у 1943 році на верфі компанії Namura Shipbuilding.
З липня 1943-го Wa-18 належав до військово-морського округу Омінато, який відповідав за операції на Хоккайдо, Сахаліні та Курильських островах. Більш як два роки він ніс тут патрульну та ескортну службу, передусім з базуванням на порти Отару, Ваккайнай та Кусіро (західне, північне та східне узбережжя Хоккайдо відповідно).
У червні 1944-го зенітне озброєння підсилили одним 13-мм кулеметом.
У вересні 1944-го корабель брав участь в операції з допомоги транспорту «Сайкай-Мару № 1», який сів на мілину.
Корабель дочекався капітуляції Японії, а в жовтні 1947-го був переданий США і в січні 1948-го потоплений як ціль.